# Andrea Zorzi
Andrea Zorzi (ur. 29 lipca 1965 w Noale) – włoski siatkarz, reprezentant Włoch, medalista olimpijski, wielokrotny medalista mistrzostw świata i mistrzostw Europy.
Debiutował w reprezentacji w roku 1986 w Bormio. Ma na koncie 325 występów w reprezentacji Włoch. Na letnich Igrzyskach olimpijskich w Atlancie w roku 1996 zdobył ze swoją reprezentacją srebrny medal. W roku 1991 wybrany został przez FIVB najlepszym siatkarzem Świata. 
Trzykrotnie zdobył mistrzostwo Europy w 1989, 1993 i 1995. W 1990 został mistrzem Świata. Został wybrany MVP Ligi Światowej w 1990 i 1991 roku, zaś w 1992 najlepszym zagrywającym imprezy.

## Kluby
| Club           | Państwo | Lata      |
| Padwa          | Włochy  | 1982–1985 |
| Parma          | Włochy  | 1985–1990 |
| Mediolan       | Włochy  | 1990–1994 |
| Sisley Treviso | Włochy  | 1994–1996 |
| Macerata       | Włochy  | 1996–1998 |

## Sukcesy

### reprezentacyjne
Igrzyska Olimpijskie:
- 1996

Mistrzostwa Świata:
- 1990
- 1994

Mistrzostwa Europy:
- 1989, 1993, 1995

Liga Światowa:
- 1990, 1991, 1992

Puchar Świata:
- 1995

Puchar Wielkich Mistrzów:
- 1993

World Super Four:
- 1994

### klubowe
Mistrzostwo Włoch:
- 1990, 1996

Puchar Włoch:
- 1987, 1990

Liga Mistrzów:
- 1995

Puchar CEV:
- 1988, 1989, 1990, 1993

Superpuchar Europy:
- 1989, 1990, 1994

Klubowe Mistrzostwa Świata:
- 1989, 1990, 1992